# 나는 그녀가 좋다
《나는 그녀가 좋다》는 2000년 1월 3일부터 2000년 2월 21일까지 방영된 한국방송공사 월화 미니시리즈로, 지금은 사랑이란 말조차 구시대의 것이 되어버렸으나 순수함을 간직한 남자의 한 여자에 대한 지극한 사랑을 아름답고 재미있게 그렸다.

## 등장 인물
- 명세빈 : 정경란 역
- 안재환 : 황장호 역
- 이재은 : 최승미 역
- 김정현 : 박병관 역
- 이영하 : 최성국 역 - 승미의 아버지, 경란의 숨겨진 아버지
- 양금석 : 정금례 역 - 경란의 어머니
- 이혜숙 : 춘희 역 - 승미의 어머니
- 백윤식 : 장호 부 역
- 권기선 : 장호 모 역
- 이정진 : 승미 동생 역
- 이선정 : 현아 역 - 경란 친구
- 박은혜 : 장호를 짝사랑하는 역
- 윤기원 : 장호 친구 역
- 김현철 : 장호 친구 역
- 류용진
- 최용민
- 안홍진
- 이상인
- 김민정

## 참고 사항
- 남자 주인공으로 원빈이 캐스팅될 뻔하였으나 담당 PD였던 전산의 반대로 불발되었으며,[1] 방송 일주일 전에야 안재환으로 남자 주연이 결정되었다.
- 출생의 비밀과 관련된 무리한 상황 설정으로 많은 비난을 받았다.[2][3]
- 동시간대 MBC 《허준》의 흥행으로 고전을 면치 못하였으며, 턱없이 매우 낮은 최저 시청률 2.7%를 기록하였다.[4]
- 담당 PD였던 전산은 《천사의 키스》 이후 두 번째로 미니시리즈 단독 연출을 맡았으나 《나는 그녀가 좋다》가 실패하자 편성국으로 발령이 났다.[1]